# Roughan Castle

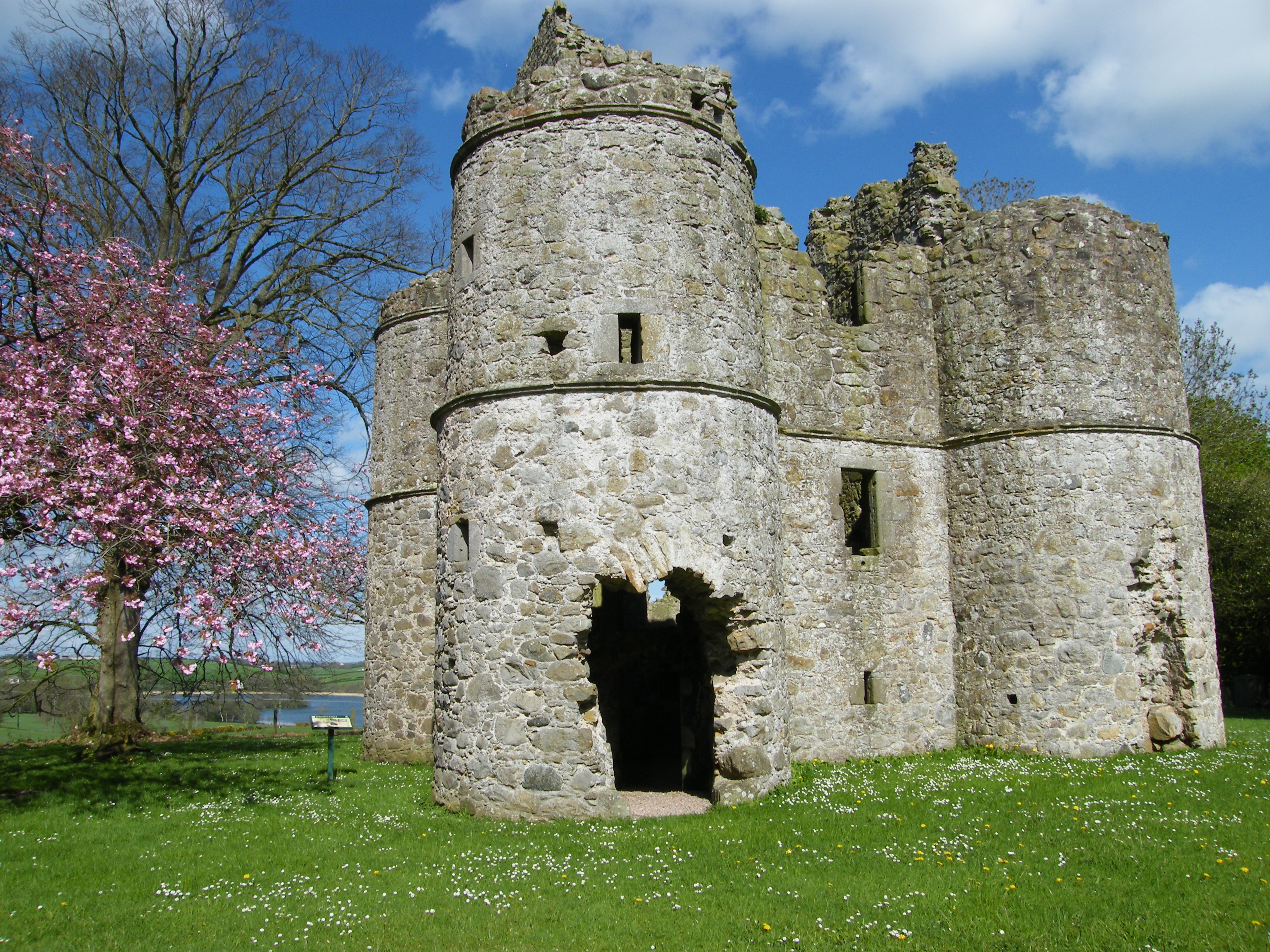
Roughan Castle

Roughan Castle (irisch Caisleán Ruacháin) ist eine Burg etwa 1,6 km außerhalb des Dorfes Newmills (An Muileann Nua) an der Straße von Dungannon nach Stewartstown im nordirischen County Tyrone. Die Burg ist ein State Care Historic Monument im Townland von Roughan (Ruachán) im District Mid Ulster.

## Geschichte
Andrew Stewart, 2. Baron Castle Stewart, († 1639) ließ die Burg um 1618 bauen. Er war der älteste Sohn von Andrew Stewart, 3. Lord Stewart of Ochiltree und 1. Baron Castle Stewart (1580–1629), der während der Plantation of Ulster aus Schottland kam und den nahegelegenen Ort Stewartstown gründete. Andrew Stewart junior erwarb das Land von Bellokevan von Robert Stewart zwischen 1610 und 1619 und ließ eine Burg über dem Roughan Lough bauen.
Die Burg war einst Zufluchtsort für Felim O’Neill, Führer der irischen Rebellion von 1641 in Ulster. Er wurde dort 1653 gefangen genommen und nach Dublin gebracht, wo er wegen Hochverrats gehängt wurde. Robert Stewart, of Irry, erbte die Burg von seinen Brüdern und starb dort 1662.

## Konstruktion
Roughan Castle ist eine kleine Burg mit quadratischem Grundriss, mit zentralem, dreistöckigen Turm mit einem Grundriss von 6 Meter × 6 Meter, flankiert von Rundtürmen an jeder Ecke.